# 大德乡 (甘孜县)
大德乡，是中华人民共和国四川省甘孜藏族自治州甘孜县下辖的一个乡镇级行政单位。

## 行政区划
大德乡下辖以下地区：
阿加一村、阿加二村、曲隆村、共玛村、章隆村、土霍村、甲绒村、拉绒村和打隆村。